# Nichan Iftikhar
Le Nichan Iftikhar ou Nichan al Iftikhar (arabe : نيشان الافتخار, du turc : İftihar Nişanı, c'est-à-dire, Ordre de la Fierté) est un ancien ordre honorifique tunisien souhaité entre 1835 et 1837 par Moustapha Bey et réellement formalisé au début du règne de son fils et successeur Ahmed Ier Bey,, bey de Tunis de 1837 à 1855. Ce premier ordre tunisien en raison de sa date de création est attribué pour récompenser des services civils et militaires aussi bien aux ressortissants tunisiens qu'étrangers. Il est décerné jusqu'à l'abolition de la monarchie husseinite le 25 juillet 1957.

## Historique
L'ordre est réorganisé à plusieurs reprises, en 1843, 1855, 1861 (premiers statuts écrits de l'ordre) et, sous le protectorat français, par décret beylical du 16 janvier 1898 (23 chaâbane 1315) paru au Journal officiel tunisien.
Le bey de Tunis en est toujours resté le grand maître mais, à partir de 1881, date de l'instauration du protectorat français, les propositions de nomination sont formulées non seulement par le grand vizir pour les sujets tunisiens, mais dans tous les autres cas par le résident général de France en Tunisie qui occupe de facto le poste de ministre des Affaires étrangères du pays.
Cet ordre, en plus d'avoir été décerné à des sujets tunisiens jusqu'à la déposition de la monarchie et la proclamation de la République le 25 juillet 1957, a été décerné à des personnes de nationalité française, des villes comme Verdun ou d'autres personnalités étrangères liées à la Tunisie.
La loi no 59-32 du 16 mars 1959 (6 ramadan 1378) paru au Journal officiel de la République tunisienne réorganisant l'ordre de l'Indépendance, par son article 21, supprime cet ordre, ainsi que tous les ordres monarchiques antérieurs à l'indépendance, et, en même temps, interdit son port aux citoyens tunisiens (mais aucunement aux étrangers à la Tunisie, qui peuvent donc continuer à porter les décorations du Nichan Iftikhar qui leur ont été conférées antérieurement).
Le nombre de classes a varié dans le temps pour finalement se calquer sur l'ordre de la Légion d'honneur mais avec une structure à six classes in fine alors que la Légion d'honneur comporte cinq grades. Lors de sa création, l'ordre se composait de quatre classes ; une cinquième classe est ajoutée en 1855. Vers la fin du XIXe siècle, l'ordre comporte, finalement, six classes.
Les premiers insignes de l'ordre en usage entre 1837 et 1857 sont réalisés en or et diamants. Mais, devant le coût ruineux de cette fabrication pesant sur la cassette beylicale, un second type d'insigne voit le jour en 1857 : ces nouveaux insignes, qui perdurent jusqu'en 1957, sont réalisés en argent et émail. Chacun des beys régnants ayant mis son monogramme sur le centre de la décoration, il est possible de déterminer l'époque de chaque insigne.

## Insignes de l'ordre et leurs ports
Avant 1857
L'insigne est composé d'un médaillon oblong en or, au centre duquel figure le monogramme du bey régnant serti de pierres fines, bordé d'un ovale de diamants et surmonté de l'étoile et du croissant, également sertis de diamants. La taille du médaillon, le nombre des pierreries et leur valeur différent selon les quatre classes de l'ordre alors en vigueur.
Le ruban est vert franc avec deux liserés rouges de chaque côté.
Il est à noter que le titulaire devait rendre la décoration lorsqu'il passait au rang supérieur.
Après 1857
L'insigne devient une étoile en argent à dix branches à décors de « pointes de diamant » parfois percées dont les branches alternent avec une autre étoile superposée à dix branches. Le cas échéant la bélière est formée par un nœud en argent. Le centre porte le monogramme du bey régnant.
Après 1883, qui voit la création de l'ordre du Mérite agricole au seul grade de chevalier, les grades d'officier puis de commandeur étant créées respectivement en 1887 et 1900, le ruban du Nichan Iftikhar reste vert avec deux liserés rouges de chaque côté, mais le vert franc devient un vert-jaune afin d'éviter toute confusion entre cet ordre et l'ordre du Mérite agricole, toutefois déjà distingués par leurs liserés rouges : simple pour le Mérite agricole, double pour le Nichan iftikhar. 
Les insignes de chaque classe présentent les différences suivantes :
- Chevalier de 2e classe, insigne en métal brut sans aucun émail doté d'un ruban et porté sur la poitrine gauche ;
- Chevalier de 1re classe, insigne identique, mais dont le centre est émaillé de vert ;
- Officier, insigne dont les branches de la 2e étoile sont alternativement émaillées de vert et de rouge, porté sur la poitrine gauche, avec un ruban à rosette ;
- Commandeur, insigne porté en sautoir grâce à une cravate constituée d'une coupe de ruban, dont les branches de la deuxième étoile sont alternativement émaillées de vert et de rouge ;
- Grand officier, plaque représentant l'insigne sans sa bélière portée au côté droit ;
- Grand-cordon, cordon passé de l'épaule droite à hanche gauche portant un bijou à l'extrémité, ainsi qu'une plaque représentant l'insigne sans sa bélière portée au côté gauche.

## Variété d'insigne
C'est un Français qui a l'occasion de suggérer au bey de remplacer l'or et les diamants des premiers modèles par des cabochons d'argent poli nouvellement apparus sur le marché. L'idée est immédiatement adoptée et, en témoignage de la gratitude beylicale, celui-ci reçoit la distinction dans sa nouvelle version. La décoration typique est dès lors réalisée en argent et comporte parfois des rayons vert émeraude et rouges dépendant de la richesse du récipiendaire ou de celui qui l'offrait. L'envers de la décoration aussi bien que l'anneau et la suspension peuvent comporter le nom du bijoutier, la date et certaines inscriptions.
Ces décorations de troisième modèle ont été remises par Ali III Bey (1882-1902) :

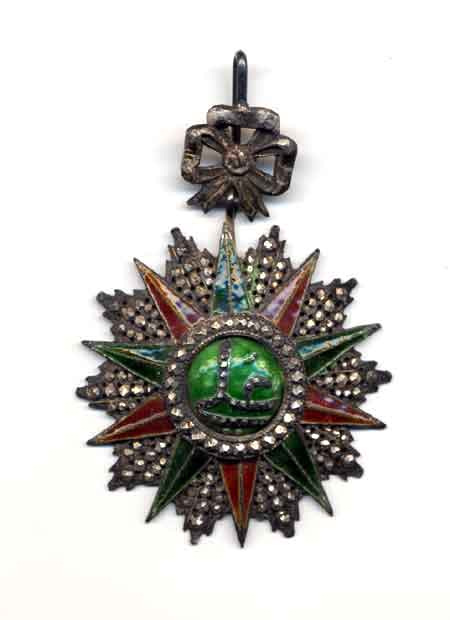
Commandeur (Tunisie).
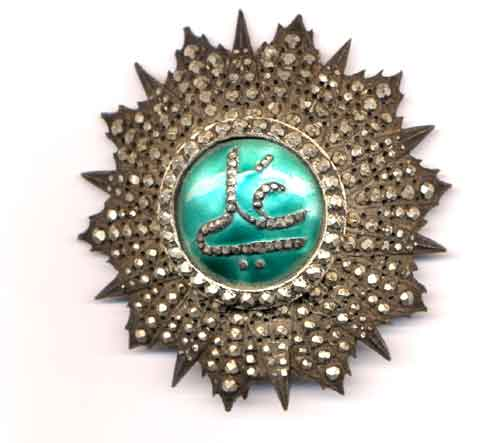
Grand officier (Tunisie).
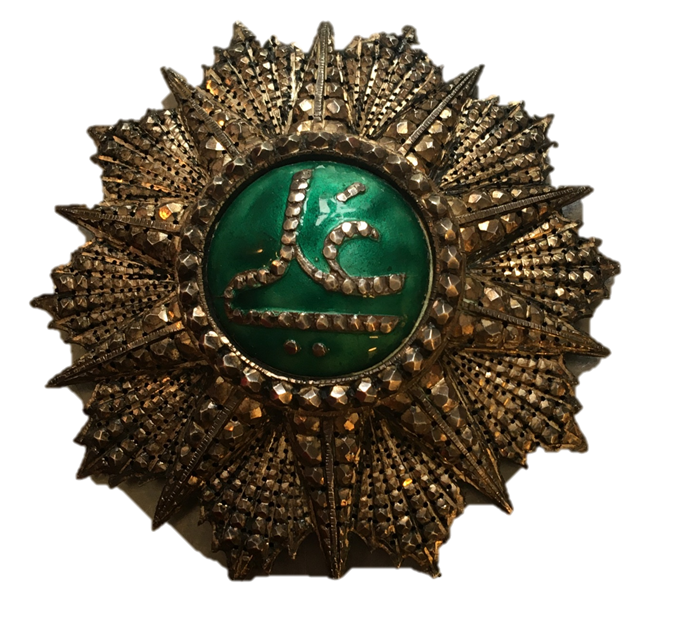
Grand officier (Tunisie).

Ces décorations ont été remises par Sadok Bey (1859-1882) et illustrent les différences qui peuvent exister entre les décorations réalisées en Tunisie ou en France :

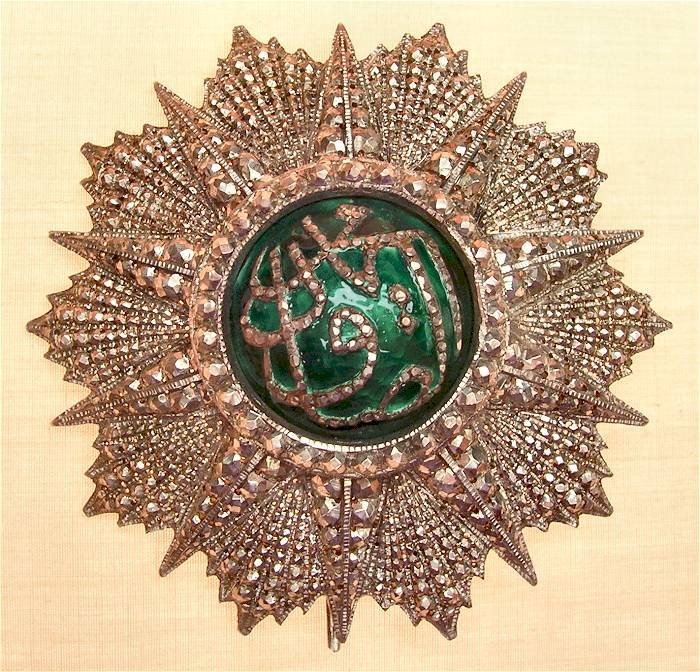
Grand officier (Tunisie).
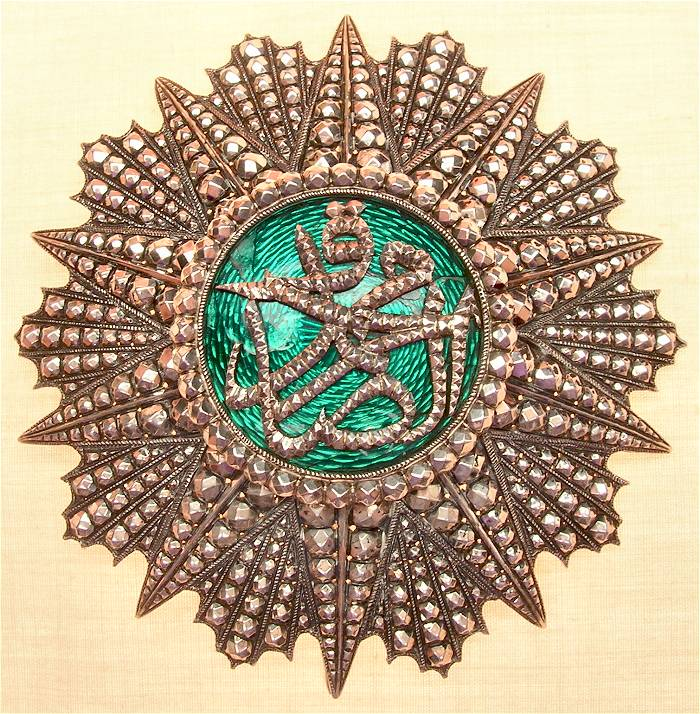
Grand officier (France).

## Diplôme

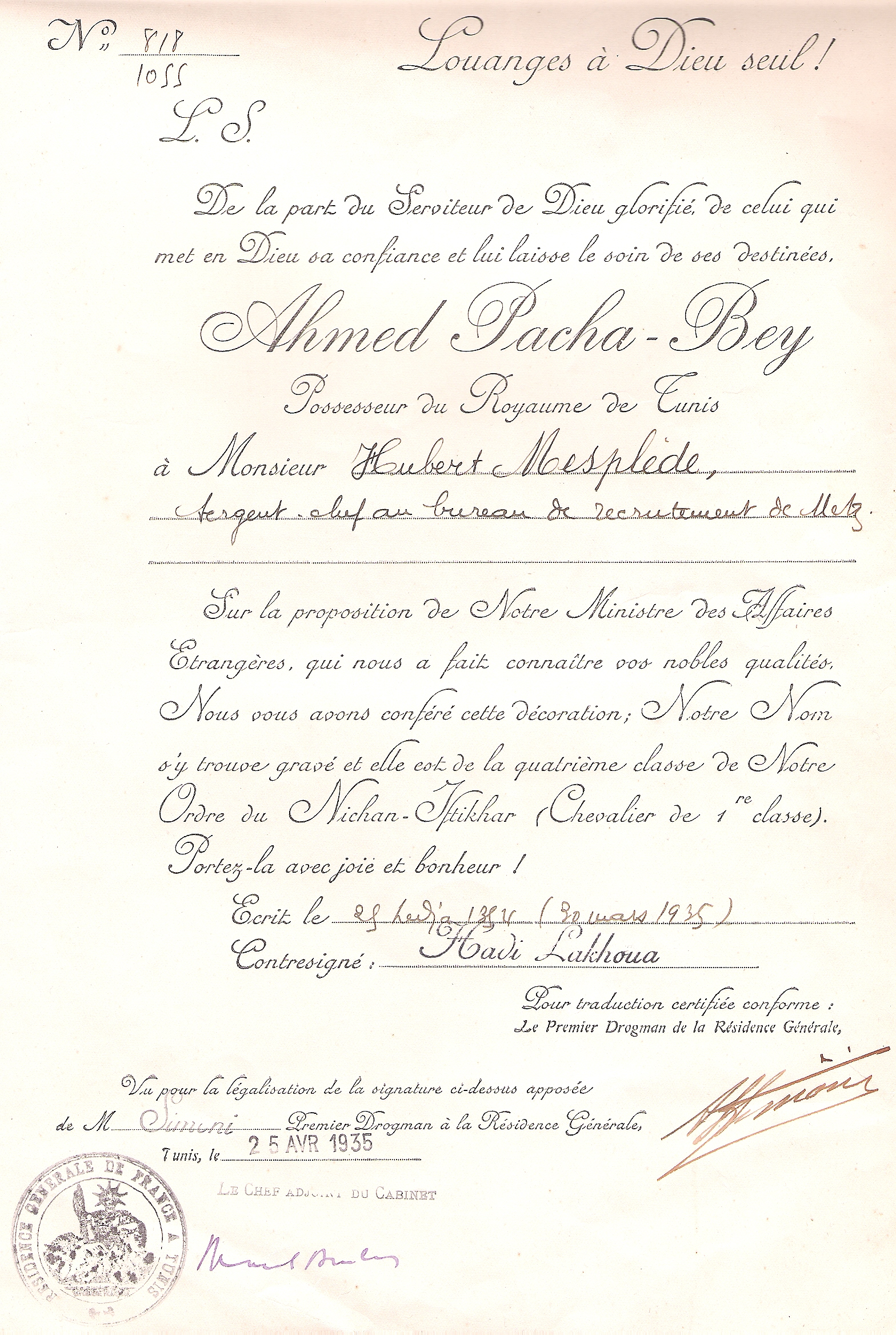
Diplôme en français (chevalier de 1re classe).

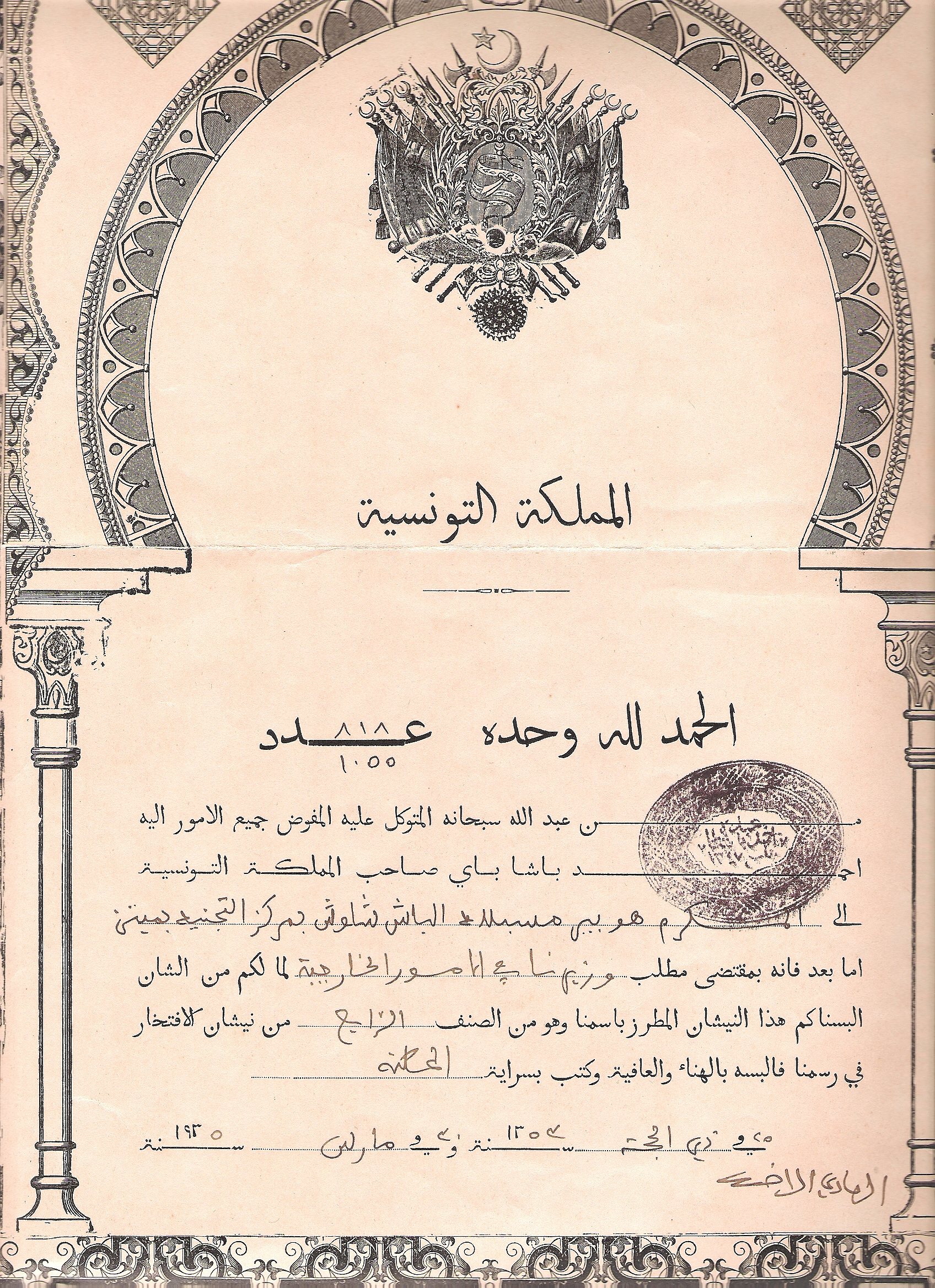
Diplôme en arabe (chevalier de 1re classe).

Le document qui en atteste est un diplôme sur lequel figure le texte suivant :
« Louanges à Dieu seul !
De la part du Serviteur de Dieu glorifié, de celui qui met en Dieu sa confiance et lui laisse le soin de ses destinées,
[nom du bey],
Possesseur du Royaume de Tunis
à [nom de la personne décorée]
Sur la proposition de Notre Ministre des Affaires Étrangères, qui nous a fait connaître vos nobles qualités, Nous vous avons conféré cette décoration. Notre nom s'y trouve gravé et elle est de la [numéro de la classe] classe de Notre Ordre du Nichan Iftikhar [nom de la classe]. Portez-la avec joie et bonheur !
Écrit le [date de la décoration]
Contresigné : [nom du grand vizir] »

## Homonymie
Il existe aussi un ordre du même nom en Turquie.